# Vrážné
Vrážné (en allemand : Brohsen) est une commune du district de Svitavy, dans la région de Pardubice, en Tchéquie. Sa population s'élevait à 64 habitants en 2024.

## Géographie
Vrážné se trouve à 7 km au nord-est de Jevíčko, à 24 km à l'est-sud-est de Svitavy, à 82 km à l'est-sud-est de Pardubice et à 174 km à l'est-sud-est de Prague.
La commune est limitée par Bezděčí u Trnávky et Městečko Trnávka au nord, par Hartinkov à l'est, et par Chornice au sud et à l'ouest.

## Histoire
La première mention écrite de la localité date de 1258.

## Transports
Par la route, Vrážné se trouve à 8 km de Jevíčko, à 32 km de Svitavy, à 114 km de Pardubice et à 211 km de Prague. 

## Personnalité
- Jaromír Korčák (1895–1989), géographe, démographe et statisticien tchèque